# St. Joseph (Illinois)
St. Joseph è un villaggio degli Stati Uniti d'America, situato nello Stato dell'Illinois, nella contea di Champaign.